# HD 208108
HD 208108，又名BD+18 4879，SAO 107474、HR 8358，是一颗恒星，视星等为5.68，位于銀經75.51，銀緯-26.41，其B1900.0坐标为赤經21h 48m 55s，赤緯+19° -26.41′ 48″。